# Viva pela espada, morra pela espada

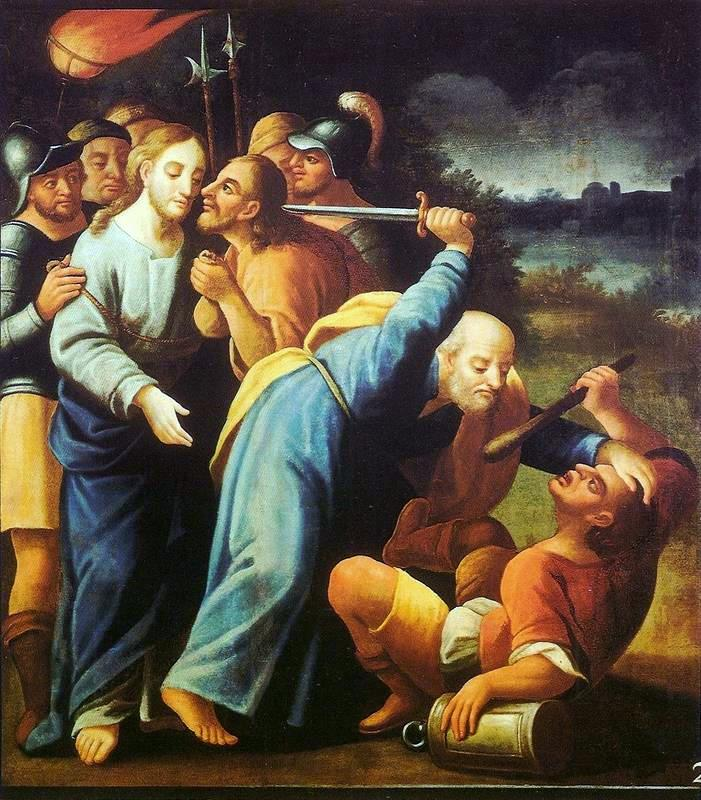
O beijo de Judas e Pedro cortando a orelha de Malco.
1786. Por José Joaquim da Rocha, atualmente no Museu de Arte da Bahia, no Brasil.

Viva pela espada, morra pela espada é uma frase dita por Jesus durante a sua prisão quando ele admoestava seus discípulos para que não resistissem aos guardas que vieram prendê-lo. O objetivo era mostrar que se alguém usa de violência ou meios violentos contra outras pessoas, ele pode esperar que os mesmos métodos serão utilizados contra si. Comumente, é utilizada como ditado popular a variação "Quem com ferro fere com ferro será ferido".
Este dito de Jesus vem de Mateus 26:52, que descreve um discípulo (identificado em João 18:10 como sendo Simão Pedro) sacando uma espada para defender Jesus no Jardim das Oliveiras, mas que é admoestado por Jesus, que lhe pede que guarde a arma:
| “ | «Então Jesus lhe disse: Embainha a tua espada; pois todos os que tomam a espada, morrerão à espada.» (Mateus 26:52) | ” |

## Interpretações

### Interpretações literais
O verso é a expressão máxima do pacifismo cristão.
Após o apóstolo (ou Pedro) ter cortado a orelha do servo (que também em João é identificado como sendo Malco, servo de Caifás, o sumo-sacerdote), Jesus imediatamente a curou.

### Interpretações não literais
Orígenes sugeriu que a "espada" nos evangelhos seja interpretada como uma imagem, cuja exegese seria consistente com a Epístola aos Efésios:
| “ | «Tomai o capacete da salvação, e a espada do Espírito, que é a palavra de Deus» (Efésios 6:17) | ” |

E também com a Epístola aos Hebreus:
| “ | «Pois a palavra de Deus é viva, e eficaz, e mais cortante que qualquer espada de dois gumes, e que penetra até a divisão de alma e espírito, e de juntas e medulas, e pronta para discernir as disposições e pensamentos do coração.» (Hebreus 4:12) | ” |

O psicanalista Antonio Farjani faz uma análise detalhada de Hebreus 4:12, e compara a “espada de dois gumes” ao Lábris, o sagrado machado de dois gumes da cultura minoica, cuja propriedade mágica seria a de "separar a alma do espírito”, ou seja, a parte mortal da parte imortal do homem, durante o processo de iniciação. O autor também associa esse instrumento mágico à lâmina bifurcada chamada peseshkaf, utilizada na cerimônia conhecida como Abertura da boca, e encontrada em túmulos do Antigo Egito. Essa palavra, de etimologia considerada incerta pelos egiptólogos, foi interpretada em períodos mais tardios como “separador do Ka”.